# Мирзанов, Бахтияр Гумерович
Бахтияр Гумерович Мирзанов (баш. Бәхтейәр Ғүмәр улы Мирзанов; 1892—1941) — башкирский и татарский советский поэт.

## Биография
Бахтияр Мирзанов родился 10 ноября 1892 года в деревне Юрактав-Мокшино Стерлитамакского уезда Уфимской губернии (ныне деревня Юрактау Стерлитамакского района Башкирии). В 1914 году окончил медресе «Галия» в Уфе. В 1935 году окончил Башкирский сельскохозяйственный институт. В 1937—1941 годах учился в Башкирском государственном медицинском институте.
В 1914—1915 годах работал в журнале «Сююмбике» (Казань). В 1917—1918 был учителем в Самарканде и Орске. С 1920 года — инспектор Наркомата просвещения Башкирской АССР. В 1922—1926 годах работал учителем в родной деревне Юрактау. В 1929—1931 годах — землеустроитель в Макаровском районном земельном отделе. В 1936—1937 годах — заведующий отделом газеты «Коммуна» (ныне «Кызыл тан»).
Впервые начал публиковать свои произведения в 1914—1915 годах в журнале «Шуро», газетах «Вакыт», «Тормош» и других периодических изданиях. В 1910-х годах написал ряд произведений, проникнутых пессимизмом, пренебрежением к суете реального мира и желанием уйти в мир загробный («Күңел йыуатыу» — «Успокоение души», «Әсәйем ҡәбере янында» — «У могилы матери», «Күңелем тарихы» — «История моей души» и другие). В 1921 году выпустил поэтический сборник «Ҡыҙыл сәскәләр» («Красные цветы»), книги для детей «Аҡ батша» («Белый царь») и «Кескенә революционер» («Юный революционер»). В сборнике «Ҡыҙыл сәскәләр» отмечается использование автором множества религиозно-мифических атрибутов.
Скончался 17 июля 1941 года в Уфе.

## Семья
- Жена — Мирзанова Галия — учитель медресе[3].
- Сын — Мирзанов Нияз Бахтиярович (1924—2000) — преподаватель истории, юрисконсульт, участник Великой Отечественной войны[3].